# Elymnias nimota
Elymnias nimota är en fjärilsart som beskrevs av Corbet 1937. Elymnias nimota ingår i släktet Elymnias och familjen praktfjärilar. Inga underarter finns listade i Catalogue of Life.